# Claudio Salmoni
Claudio Salmoni (Ravenna, 11 agosto 1919 – Ancona, 21 marzo 1970) è stato un ingegnere e politico italiano.

## Biografia
Laureatosi a Roma in ingegneria civile nel 1941, iniziò l'attività politica nella Resistenza nel 1944, e dal Comitato di liberazione nazionale di Bari fu inviato a partecipare al congresso della Gioventù antifascista in Jugoslavia, dove fece parte dei gruppi paracadutisti antisabotaggio. Si iscrisse inizialmente al Partito Liberale Italiano (1944), ma nel 1946 aderì ai repubblicani.
Fu segretario provinciale del PRI di Ancona dal 1946, membro della Direzione nazionale del partito dal 1949, componente della segreteria triumvirale repubblicana (1963-1965), vice segretario del partito. Dal 1945 al 1949 fu dirigente dell'Ufficio ricostruzione e urbanistica di Ancona, mentre dal 1951 al 1970 servì come consigliere comunale di quella città. Venne eletto sindaco di Ancona nel maggio 1965. Nell'aprile 1967 rassegnò le dimissioni da primo cittadino, e fu poi sostituito dal mese di luglio con Francesco D'Alessio.
Dal 1950 fu titolare, insieme alla sorella architetta Paola (1921-2003), di uno studio di progettazione edilizia e urbanistica ad Ancona.
Salmoni ricoprì incarichi di rilievo nell'Istituto nazionale di urbanistica, fu vicepresidente dell'Istituto per lo studio dello sviluppo economico delle Marche (ISSEM) e vicepresidente della Cassa per il Mezzogiorno.